# 1992년 유럽 공동체 감독 활동 헬리콥터 격추 사건
1992년 유럽 공동체 감독 활동 헬리콥터 격추 사건은 크로아티아 독립 전쟁 중이던 1992년 1월 7일, 유럽 공동체 옵저버 5명이 탑승해 있던 유럽 공동체 감독 활동(ECMM) 소속 헬리콥터가 크로아티아 노비마로프 인근 포드루테 마을 상공에서 유고슬라비아 공군 소속 미코얀-구레비치 MiG-21에게 격추당한 사건이다. 이 격추로 프랑스인 장교 1명, 이탈리아인 장교 1명 및 부사관 3명이 사망하였다. 공격당한 헬리콥터와 함께 대형 비행을 했던 또 다른 헬리콥터는 공격 직후 비상 착륙하였다. 이 다른 헬리콥터에는 승무원 및 방문중인 외교관이 탑승해 있었는데 모두 살아남았다. 유엔 안전 보장 이사회 및 유럽 공동체는 격추 사건을 공개적으로 규탄하였다. 격추 사건으로 유고슬라비아 연방은 공군 사령관을 정직시켰으며 당시 유고슬라비아 국방부 장관이었던 장군 벨코 카디예비치는 사임하였다. 격추 사건은 크로아티아의 전쟁이 처음으로 잦아들 즈음 일어났으며 크로아티아가 국제적으로 인정받게 되는 계기가 되었다.
미그-21기 조종사였던 중위 에미르 시시치는 사건 직후 실종되었다. 크로아티아 정부는 미그기 조종사에 대한 궐석재판을 열고 유죄를 받아 장기형을 선고받았다. 이후 시시치는 2001년 헝가리에서 체포되고 이탈리아로 송환되어 재판을 받아 유죄 판결을 받고 징역 15년 형을 선고받았다. 2006년 남은 형기를 세르비아에게 넘겼으나 2008년 석방되었다. 격추 사건과 관련된 또 다른 유고슬라비아 장교 2명은 2013년 이탈리아에서 열린 궐석재판에서 유죄 판결을 받았으며, 세르비아에서는 희생자 유족에게 손해배상금을 지불하라는 판결을 받았다. 이탈리아와 프랑스에서는 희생자들이 각각 자국 내에서 추서받았다.

## 배경
1990년 크로아티아 사회주의 공화국에서 열린 총선거에서 사회주의 정부가 패배하고 민족주의 성향의 크로아티아 민주연합이 집권하자 민족 갈등이 심화되었다. 유고슬라비아 인민군(세르비아어: Jugoslovenska Narodna Armija, JNA)은 크로아티아의 저항을 최소화시키기 위해 크로아티아 영토방위군(세르비아어: Teritorijalna obrana, TO)의 무기를 전부 압수하였다. 8월 17일에는 양 민족간 긴장이 폭발하여 세르브계 크로아티아인이 크로아티아 내에서 세르브계가 가장 많이 사는 달마티아 고원의, 스플리트에서 북쪽으로 60 km 떨어진 크닌을 중심으로 하여 리카, 코르둔, 바노비나, 슬라보니아 지역 등 여러 곳에 크로아티아 정부에 반대하여 대대적인 반란을 일으켰다.
1991년 3월 세르브계 반군과 크로아티아 특수경찰 사이 파크라츠 충돌이 일어나며 양 측간의 분쟁은 크로아티아 독립 전쟁이라는 전쟁으로 확대되었다. 이 때 유고 인민군이 개입하면서 세르브계 크로아티아 병력을 점점 더 많이 지원하였다. 4월 초에는 크로아티아 내에서 세르브계가 장악한 지역의 지도자들이 모여 자신들이 통제하고 있는 SAO 크라이나 지역을 세르비아와 통합하겠다고 발표하였다. 5월에는 크로아티아 정부가 크로아티아 국가방위군(크로아티아어: Zbor narodne garde, ZHG)를 창설하였으나 9월부터 시작된 유엔의 무기 금수 조치(유엔 안전 보장 이사회 결의 제713호)로 군대 운영에 큰 차질이 생겼다. 7월 체결된 유럽 공동체 중재의 브리유니 협정으로 유럽 공동체는 옵저버 임무를 수행하기 시작했고 이를 유럽 공동체 감독 활동(ECMM)으로 운영하였다. 유럽 공동체는 인접한 슬로베니아에서 일어난 10일 전쟁에서의 교전 상태 해제 감시 및 슬로베니아의 유고 인민군 철수 여부를 감시하였다. 하지만 8월 16일, 슬라보니아 서부에서 세르브계 반군의 총격으로 ECMM 헬리콥터의 조종사 1명이 부상을 입었다. 결국 9월 1일부로 ECMM의 군사 감시 범위가 크로아티아로 확대되었다.
10월 8일, 크로아티아가 유고슬라비아로부터 독립을 선포하며 1달 후에는 크로아티아 국가방위군이 크로아티아 육군(크로아티아어: Hrvatska vojska, HV)으로 개칭하였다. 크로아티아 독립 전쟁에서 제일 치열했던 전투가 일어났던 때도 1991년 크로아티아의 유고슬라비아 전역이 진행되던 중간 두브로브니크 전투와 부코바르 전투가 일어난 이 때였다. 11월에는 세르비아, 크로아티아, 유고 인민군이 유엔보호군 산하 유엔보호구역(UNPROFOR)으로 민간인을 보호하고 크로아티아 내 유엔 평화유지군을 주둔시킨다는 정전 계획인 밴스 계획에 합의하였다. 정전 협정은 1992년 1월 3일부로 발효되었다. 1991년 12월, 유럽 공동체는 1992년 1월 15일부로 크로아티아를 국가승인하며 정식으로 수교하겠다고 발표하였다.

## 사건

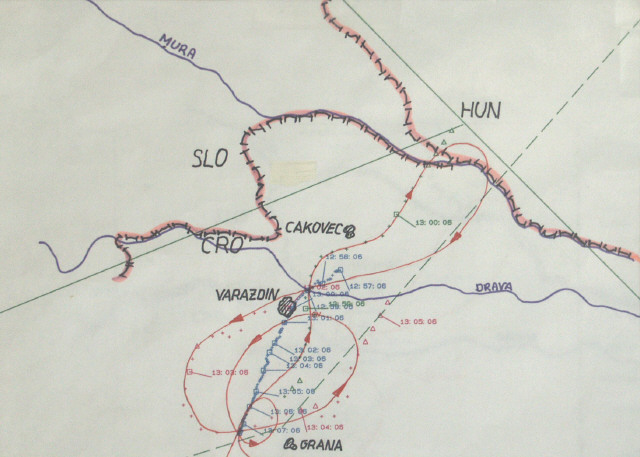
오스트리아 연방군이 그린 사건 당시 레이더 항적.

1992년 1월 7일, ECMM이 운영하는 이탈리아 육군 소속 아구스타-벨 206L 헬리콥터 2기가 헝가리에서 크로아티아 영공으로 진입하였다. 헬리콥터는 흰색으로 칠해져 있었고 무장을 갖추지 않았다. 이 헬리콥터는 유고슬라비아의 수도 베오그라드에서 헝가리 커포슈바르를 거쳐 자그레브까지 비행하는 계획이 있었다. 베오그라드의 유고슬비아 정부는 헝가리까지는 비행허가를 내렸으나 크로아티아 영공에서는 비행이 허가되지 않았기 때문에 조종사들에게 자그레브까지 비행할 수 없다고 미리 경고를 내린 상태였다고 주장했다. 하지만 유럽 공동체 측은 유고슬라비아 항공 관제 측에서 사전 승인을 받은 비행이었다고 이 주장을 일축하였다. 비행 계획은 유고슬라비아 공군 작전센터로 전달되었으나 보스니아 헤르체고비나 사회주의 공화국 비하치에 있던 제5항공군단으로는 전달받지 못했다.

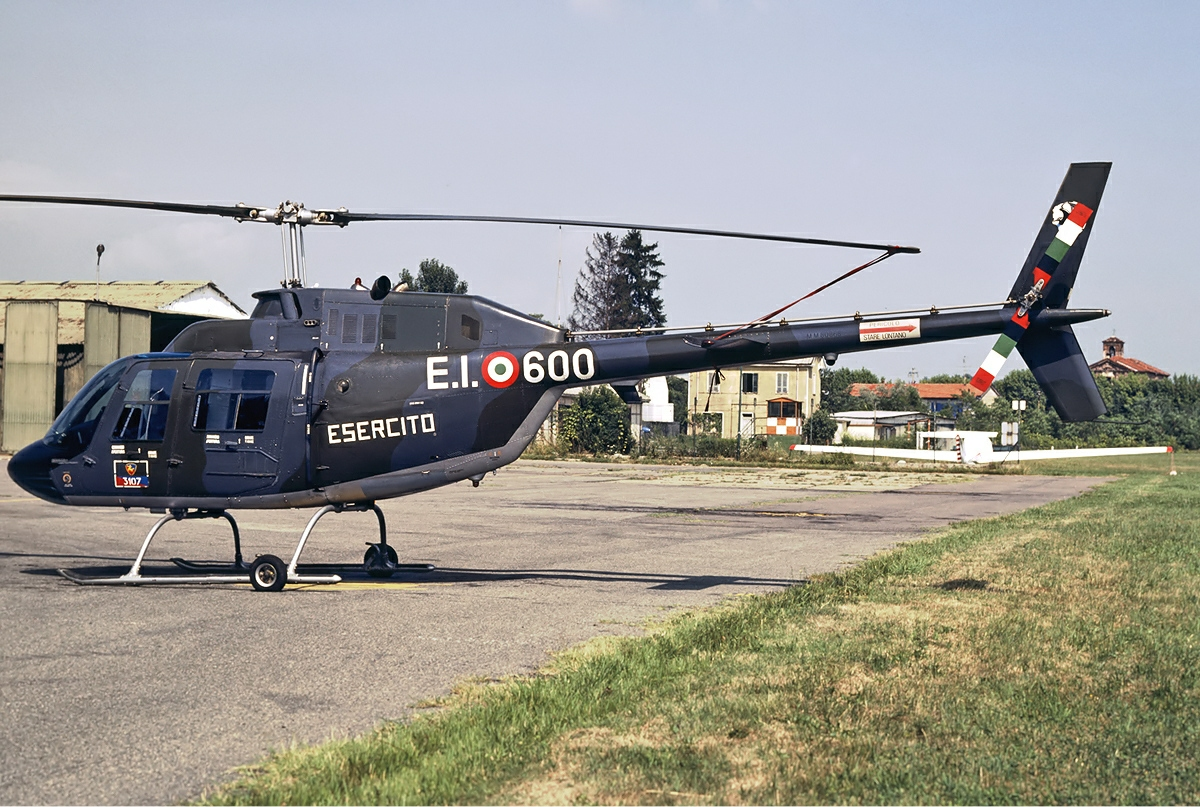
사건에 연루된 헬리콥터와 같은 기종인 이탈리아 육군 소속 아구스타-벨 206L 장거리 헬리콥터.

비하치 인근의 유고슬라비아 공군 추적 레이다에 헬리콥터 2기가 포착되자, 비하치 인근의 젤랴바 공군 기지에서 대기하고 있던 미코얀-구레비치 MiG-21 2기에게 출격 및 요격 명령이 내려졌다. 제117전투항공단 제125중대에 배치된 미그기 2기는 각각 중위 에미르 시시치와 대위 다니옐 보로비치가 조종하고 있었다. 하지만 보로비치의 항공기는 엔진 문제로 긴급사태를 선언하면서 시시치 중위의 항공기만 홀로 이륙하였다. 시시치는 고도 3,000 m(9,800 ft) 상공에서 헬리콥터를 발견한 후 제트기로 원형을 그려 비행하라는 명령을 받았다. 제트기가 돌아서자 헬리콥터가 제트기보다 고도 600 m(2,000 ft) 아래로 내려가 비행하는 것을 목격하였다. 시사크는 추가 명령을 요청하였고 헬리콥터를 격추하라는 지시를 받았다. 이 명령은 젤랴바 공군 기지의 당직장교였던 중령 도브리보예 오파치치의 명령이었다.
시시치는 헬리콥터 앞을 향해 기관총을 쏘며 헬리콥터를 뒤쫓았으나, 제트기는 예광탄 무장을 하고 있지 않았으며 헬리콥터 조종사는 기관총 발포를 볼 수 없었다. 시속 1,000km(540 knots)로 이동하던 제트기는 무장을 미사일로 바꿔 미사일 탐지기에 헬리콥터를 목표로 하였다. 시시치는 적외선유도 방식 R-60 미사일 2발을 발사하였다. 미사일 중 하나는 두 헬리콥터 사이를 지나갔으며 나머지 하나는 선두 헬리콥터의 엔진에 명중하였다. 헬리콥터는 자그레브 북쪽의 노비마로프시 행정구역 안에 있는 포드루테 마을 근처에서 격추되었다. 두 번째 헬리콥터는 공격을 피하기 위해 급하게 지상으로 착륙하였다.

## 여파
이 공격으로 이탈리아인 4명과 프랑스인 1명 등 ECMM 관측단 5명이 사망하였다. 이탈리아측 사망자는 헬리콥터 조종사였던 중령 엔초 벤투리니, 부조종사였던 하사 마르코 마타, 원사 피오렌초 라마치, 원사 실바노 나탈레이며, 프랑스측 사망자는 전열함대위 장루프 에셴이다. 이탈리아군은 제5육군항공연대 리젤에서 차출된 병력이었다. 두 번째 헬리콥터에는 외교관 1명과 이탈리아 ECMM 관측단 3명이 탑승했었는데 전원 부상 없이 생존하였다. 추락 현장에는 경찰, ECMM 관측단 직원, 기자들이 지켜봤으며 유럽 공동체 대표들은 유고슬라비아 정부에게 사건 보고를 받기 위해 베오그라드에 도착했다. 유고슬라비아 공군의 조치는 유럽 안보 협력 회의, 유엔 안전 보장 이사회, 유럽 공동체 각료회의의 규탄을 받았다. 유고슬라비아 주재 이탈리아 대사가 회담을 위해 로마로 소환되었다. 이후 이탈리아는 유고슬라비아와의 항공 관제 협정을 취소하였으며 야트 에어웨이스의 베오그라드-로마 항공편은 결항되었다. 또한 ECMM 관측 임무도 수 일간 중단되었다.
유고슬라비아 국방부는 4명의 장교를 군사 징계 처분을 논의하였으며 이 가운데 한 명의 장교를 상대로 형사 소송을 시작하였다고 발표하였다. 당시 유고슬라비아 공군 사령관이었던 즈본코 유레비치 준장은 정직 처분을 받았다. 유고 연방의 국방부 장관이었던 장군 벨코 카디예비치는 격추 사건에 대해 사과를 하고 사임하였다. 시시치는 1992년 베오그라드에서 군사법원에 회부되었으나 ECMM 헬리콥터 2기를 불법으로 호송하고 있던 크로아티아 국가방위군 소속 헬리콥터를 향해 발포한 것이라는 주장을 근거로 무죄 처분되었다. 2008년 인터뷰에서 시사치는 ECMM 헬기는 폭발한 "세 번째 헬리콥터"가 만들어낸 불덩어리와 부딪쳐 추락한 것이라고 주장하였다. 하지만 시사치의 주장은 충돌 장면을 목격했던 목격자와 젤랴나 공군 기지의 레이더 항적 기록과 모순되었으며 둘 모두 자그레브를 향해 헬리콥터 2기만 가고 있었다고 주장하였다.
시사치와 오파치치는 크로아티아에서 궐석재판을 치렀으며 둘 모두 유죄를 선고받고 20년 형을 선고받았다. 공격 한달 후 크로아티아로 망명한 보로비치는 시사치에게 불리한 증언을 하였다. 시사치는 2001년 5월 9일 호르고시-뢰스케 사이 국경검문소에서 헝가리 경찰에게 체포되었다. 크로아티아와 이탈리아 양국에서 범죄인 인도 요청이 있었다. 시사치는 2002년 6월 이탈리아로 송환이 결정되어 이후 5건의 살인 및 항공기 사고로 15년 형의 징역형을 선고받았다. 2006년에는 남은 형기를 세르비아에서 받기로 하며 이송되었다. 2008년에는 세르비아에서 석방되었다.
2013년, 로마 항소법원은 오파치치와 제5항공군단 사령관인 장군 류보미르 바이치, 베오그라드의 유고슬라비아 공군 방어작전센터 참모장인 보지다르 마르티노비치를 격추 혐의로 궐석재판을 열었다. 오파치치와 바이치는 유죄를 선고받아 각각 28년형을 선고받았으며, 마르티노비치는 무죄를 선고받았다. 또한 법원은 세르비아에게 이 공격으로 사망한 사람들의 가족들에게 잠정적으로 95만 유로의 보상금을 지급하라고 명령하였다. 2008년 인터뷰에서 시사치는 승무원의 사망에 대해 안타깝지만 자신의 행동에는 아무런 후회도 하지 않는다고 밝혔다.
1993년 5월 25일, 이탈리아 정부는 격추 사건으로 사망한 ECMM 관측단 4명을 금제용기훈장을 추서하였고, 생존한 이탈리아인 관측단 3명을 은제용기훈장을 수여하였다. 에셴 중위는 프랑스에서 1992년 1월 17일 사후 소령으로 특진하였고, 같은 해 3월 10일 레지옹 도뇌르 훈장 슈발리에 등급, 4월 14일에 프랑스를 위해 싸우다 숨진 사람들에 추서되었다.
매년 포드루테에서 추모식을 열고 있으며 이 추모식에서는 이탈리아군 및 프랑스군 대표단, 유럽연합, 프랑스, 이탈리아의 외교관 및 이탈리아의 군 및 정부 대표가 참석한다.

## 같이 보기
- 유고슬라비아-유럽 경제 공동체 관계

## 참고 문헌
서적과 저널 문헌
- Ahrens, Geert-Hinrich (2007). 《Diplomacy on the Edge: Containment of Ethnic Conflict and the Minorities Working Group of the Conferences on Yugoslavia》. Washington, D.C.: Woodrow Wilson Center Press. ISBN 978-0-8018-8557-0.
- Armatta, Judith (2010). 《Twilight of Impunity: The War Crimes Trial of Slobodan Milosevic》. Durham, North Carolina: Duke University Press. ISBN 978-0-8223-4746-0.
- Bellucci, Paolo; Isernia, Pierangelo (2003). 〈Massacring in Front of a Blind Audience? Italian Public Opinion and Bosnia〉.   Sobel, Richard; Shiraev, Eric; Shapiro, Robert. 《International Public Opinion and the Bosnia Crisis》. Lanham, Maryland: Lexington Books. 173–218쪽. ISBN 978-0-7391-0480-4.
- Bethlehem, Daniel L.; Weller, Marc, 편집. (1997). 《The 'Yugoslav' Crisis in International Law: General Issues, Part 1》. Cambridge, England: Cambridge University Press. ISBN 978-0-521-46304-1.
- Bjelajac, Mile; Žunec, Ozren (2009). 〈The War in Croatia, 1991–1995〉.   Charles W. Ingrao; Thomas Allan Emmert. 《Confronting the Yugoslav Controversies: A Scholars' Initiative》. West Lafayette, Indiana: Purdue University Press. 230–271쪽. ISBN 978-1-55753-533-7.
- 《Eastern Europe and the Commonwealth of Independent States》. London, England: Routledge. 1999. ISBN 978-1-85743-058-5.
- Glaurdić, Josip (2011). 《The Hour of Europe: Western Powers and the Breakup of Yugoslavia》. New Haven, Connecticut: Yale University Press. ISBN 978-0-300-16629-3.
- Hoare, Marko Attila (2010). 〈The War of Yugoslav Succession〉.   Ramet, Sabrina P. 《Central and Southeast European Politics Since 1989》. Cambridge, England: Cambridge University Press. 111–136쪽. ISBN 978-1-139-48750-4.
- Lucarelli, Sonia; Robert Schumann Centre (1995). 《The International Community and the Yugoslav Crisis: A Chronology of Events》. Florence, Italy: European University Institute. OCLC 34091158.
- Marijan, Davor (May 2012). “The Sarajevo Ceasefire – Realism or strategic error by the Croatian leadership?”. 《Review of Croatian History》 (Croatian Institute of History) 7 (1): 103–123. ISSN 1845-4380.
- Mesić, Stjepan (2004). 《The Demise of Yugoslavia: A Political Memoir》. Budapest, Hungary: Central European University Press. ISBN 978-963-9241-81-7.
- Miškulin, Ivica (October 2010). “"Sladoled i sunce" – Promatračka misija Europske zajednice i Hrvatska, 1991.–1995.” ["Ice cream and sun" – European Community Monitor Mission and Croatia, 1991–1995]. 《Journal of Contemporary History》 (크로아티아어) (Croatian Institute of History) 42 (2): 299–337. ISSN 0590-9597.
- O'Shea, Brendan (2005). 《The Modern Yugoslave Conflict 1991–1995: Perception, Deception and Dishonesty》. London, England: Routledge. ISBN 978-0-415-35705-0.
- Ramet, Sabrina P. (2006). 《The Three Yugoslavias: State-Building And Legitimation, 1918–2006》. Bloomington, Indiana: Indiana University Press. ISBN 978-0-253-34656-8.
- Ripley, Tim (2013). 《Conflict in the Balkans 1991–2000》. Oxford, England: Osprey Publishing. ISBN 978-1-4728-0383-2.[깨진 링크(과거 내용 찾기)]

뉴스 보도
- Barbir-Mladinović, Ankica; Nikolić, Maja; Preradović, Zoran (2008년 5월 14일). “Slučaj Šišić ponovo uzburkao javnost” [Šišić Case Stirs Public Again] (보스니아어). Radio Free Europe/Radio Liberty.
- Bellamy, Christopher (1992년 10월 10일). “Croatia built 'web of contacts' to evade weapons embargo”. 《The Independent》.
- Brnčić, Šarlota (2013년 5월 27일). “Dužnosnicima JNA po 28 godina za rušenje helikoptera EEZ-a” [JNA Officials Sentenced to 28 Years Each for EEC Helicopter Shootdown]. 《Novi list》 (크로아티아어). 2020년 8월 31일에 원본 문서에서 보존된 문서. 2020년 7월 8일에 확인함.
- “EC Rejects Yugoslav Version of Copter Downing”. 《Los Angeles Times》. Reuters. 1992년 1월 12일.
- Engelberg, Stephen (1991년 3월 3일). “Belgrade Sends Troops to Croatia Town”. 《The New York Times》.
- Galović, Milan (2006년 11월 26일). “Raketa pogodila motor” [Rocket Struck Engine]. 《Politika》 (세르비아어).
- Kinzer, Stephen (24 December 1991). “Slovenia and Croatia Get Bonn's Nod”. 《The New York Times》. 29 July 2012에 원본 문서에서 보존된 문서.
- Pašalić, Davor (14 November 2006). “Srpski pilot ubojica pred pomilovanjem” [Serbian Killer Pilot Awaits Pardon]. 《Nacional (weekly)》 (크로아티아어). 22 August 2013에 원본 문서에서 보존된 문서.  9 January 2012에 확인함.
- “Roads Sealed as Yugoslav Unrest Mounts”. 《The New York Times》. Reuters. 1990년 8월 19일.
- Špac, Luka (2012년 1월 7일). “Kako su 1992. poginuli promatrači Europske zajednice. 'Pilotu jugoslavenskog MIG-a 21 časnik je naredio: Oderi ga!'” [How Did the European Community Monitors Die in 1992: An Officer Ordered Yugoslav MiG-21 Pilot: Whack him!]. 《Jutarnji list》 (크로아티아어). 2016년 3월 3일에 원본 문서에서 보존된 문서. 2020년 7월 8일에 확인함.
- Špac, Luka ( 7 January 2010). “Komemoracija za promatrače EZ poginule 1992.” [Commemoration for the EC Observers Killed in 1992]. 《Dubrovački vjesnik》 (크로아티아어).  4 October 2013에 원본 문서에서 보존된 문서.  4 October 2013에 확인함.
- Sudetic, Chuck (1991년 11월 18일). “Croats Concede Danube Town's Loss”. 《The New York Times》.
- Sudetic, Chuck (1991년 4월 2일). “Rebel Serbs Complicate Rift on Yugoslav Unity”. 《The New York Times》.
- Vukosavljević, Danijela (2008년 5월 13일). “Šišić: Žalim zbog poginulih u helikopteru” [Šišić: I Regret Deaths of the Helicopter Crew]. 《Politika》 (세르비아어).

기타 자료
- “20th anniversary of the European Community Monitor Mission helicopter downing”. EUROMIL. 2012. 2016년 3월 5일에 원본 문서에서 보존된 문서. 2020년 7월 8일에 확인함.
- “Biographie du lieutenant de vaisseau Jean Loup Eychenne” [Biography of the Ship-of-the-line Lieutenant Jean Loup Eychenne] (프랑스어). Marine nationale (French Navy). 2012년 1월 13일.
- “Odluka” [Decision]. 《Narodne novine》 (크로아티아어) (Narodne novine d.d.) (53). 1991년 10월 8일. ISSN 1333-9273. 2009년 9월 23일에 원본 문서에서 보존된 문서.
- 《Official Journal of the European Communities: Debates of the European Parliament, Issues 417-418》. Luxembourg: Office for Official Publications of the European Communities. 1992.
- “Ricompense al valor militare” [Awards for Valour] (이탈리아어). Gazzetta Ufficiale. 25 May 1993.  3 March 2012에 원본 문서에서 보존된 문서.  9 January 2012에 확인함.
- “The Prosecutor vs. Milan Martic – Judgement” (PDF). International Criminal Tribunal for the former Yugoslavia. 2007년 6월 12일.